# Verbena marrubioides
Verbena marrubioides — вид трав'янистих рослин родини Вербенові (Verbenaceae), ендемік пд. Бразилії.

## Опис
Розпростерта трава, залозисто-жорстко-волосиста, стебла лежачі з висхідними квітковими гілками. Листки сидячі, листові пластини 15–25×8–15 мм, цілісні, зворотнояйцеподібні, верхівка тупа, основа клиноподібна, поля зубчасті, верхня поверхня притиснуто волосиста й жорстко волосиста, нижня поверхня жорстко волосиста із торчкуватими жилками.
Суцвіття — щільні багатоквіткові колоски, збільшені в плодоношенні. Квіткові приквітки 5.5–6 мм, вузько-яйцеподібні з гострою верхівкою, залозисто-жорстко-волосисті, поля війчасті. Чашечка довжиною 8.5–10.5 мм, жорстко волосиста, із залозистими волосками, гострі зубчики 2 мм. Віночок фіолетовий або бузковий, 13–15 мм, зовні війчастий.

## Поширення
Ендемік пд. Бразилії.
Населяє кам'янисті, сонячні поля, сухі поля, сухі русла річок, на висотах від 50 до 1000 метрів.